# Рюквайлер
Рюквайлер (нем. Rückweiler) — община в Германии, в земле Рейнланд-Пфальц. 
Входит в состав района Биркенфельд. Подчиняется управлению Баумхольдер.  Население составляет 411 человек (на 31 декабря 2010 года). Занимает площадь 2,75 км².